# Фитнес
Фитнесът в най-широк смисъл е общата физическа подготвеност на организма на човека.
Физическата форма е общота здравословно състояние на човека. Представлява способността да се упражняват разни видове физически спорт и спортни занимания. Добрата физическа форма обикновено се постига чрез правилно хранене, умерено тежко физическо натоварване (чрез физически упражнения или труд), активен отдих и спорт.
Преди индустриалната революция фитнесът е способност за извършване на дейност за деня без излишна умора. С автоматизацията и промените в начина на живот фитнесът става мярка за способността на организма да функционира ефикасно и ефективно в работата и дейността през свободното време, да е здрав, да може да се противопоставя на хипокинетичните заболявания, както и да се справя със стресови ситуации.